# Sancoche
Sancoche ist eine Suppe der trinidadischen Küche.

## Etymologie
Das Gericht geht auf afrikanischstämmige Sklaven der Kolonialzeit zurück. Die Namensherkunft wird meist auf die in Lateinamerika anzutreffende Sancocho-Suppe zurückgeführt (das spanische „sancochar“ heißt „ankochen“, „vorkochen“), die aber auf anderen Zutaten beruht. Der Historiker Michael Anthony sieht den Ursprung des Namens im French Creole der französischsprachigen Sklaven Trinidads, die ab 1783 im Gefolge ihrer französischen Besitzer in großer Zahl die Insel bevölkerten. „Sans cochon“ heißt im Französischen „ohne Schweinefleisch“. Anthony zufolge war das Gericht ursprünglich eine vegetarische Suppe und wurde erst im Laufe der Zeit um tierische Komponenten ergänzt.

## Zubereitung
Aufgrund der langen Zubereitungszeit ist Sancoche ein typisches Wochenendgericht. Hauptzutaten sind stark gesalzenes, oft minderwertiges Schweinefleisch wie Schweineschwanz oder geräucherter Knochen, verschiedene Wurzelgemüse, kleine Mehlklöße und Schälerbsen. Wurzelgemüse sind in Trinidad sehr beliebte Zutaten und werden unter dem Namen ground provisions zusammengefasst. Neben Dasheen-Knollen (Colocasia esculenta esculenta) werden Eddo (Colocasia antiquorum), Cassava, Tania (Xanthosoma) und Süßkartoffeln verwendet, auf Grund vergleichbarer Konsistenz auch die Frucht des Brotfruchtbaums. Gebeiztes Rindfleisch oder Hühnerfleisch werden oft an Stelle von oder ergänzend zu Schweinefleisch genutzt. An Stelle der Schälerbsen werden auch Bohnen verwendet. Die weiteren Zutaten sind recht beliebig; Kürbis, Okra, Linsen und Kokosmilch sind gängig.
Eine Kochshow des Kabelsenders Caribbean Media Corporation (CMC) ist nach dem Gericht benannt.